# Jan Hendrik Mulder
Jan Hendrik Mulder (Hellum, 29 januari 1895 - Groningen, 9 november 1971) was een Nederlands NSB-bestuurder. Hij was gedurende de Tweede Wereldoorlog onderkringleider, SS’er en van 1944 tot de bevrijding waarnemend burgemeester van Eenrum.
Voordat Mulder in dienst trad als administrateur bij de gemeente, werkte hij als notarisklerk. In het najaar van 1943 verraadde hij onder het mom van een zogenaamde bedrijfscontrole de namen van vier dorpsgenoten (waaronder die van burgemeester J.G.R. Vos) aan NSB-burgemeester J. Pesman van het nabijgelegen Leens. De namen op deze lijst, die werd opgesteld als reactie op de april-meistakingen, werden geacht leiding te kunnen geven bij stakingen.  Ook tijdens zijn periode als waarnemend burgemeester bleef hij namen van inwoners doorgeven, onder andere voor tewerkstelling binnen de Organisation Todt.
 

Na de oorlog werd Mulder voor zijn verraad gearresteerd, aangeklaagd en berecht door het Bijzonder Gerechtshof te Leeuwarden. De advocaat-fiscaal eiste acht jaar gevangenisstraf en levenslange uitsluiting van het kiesrecht, Mulders advocaat vroeg om vrijspraak. Hij werd in april 1947 eerst vrijgesproken wegens gebrek aan bewijs, om na een hoger beroep alsnog veroordeeld te worden tot tweeënhalf jaar internering (met aftrek van voorarrest), inclusief uitsluiting van het kiesrecht voor tien jaar. Uiteindelijk werd Mulder eind 1947, onder voorwaarden en met een proeftijd van drie jaar, zes maanden vervroegd vrijgelaten.